# عصمت سيف الدولة
عصمت سيف الدولة (20 أغسطس 1923 - 30 مارس 1996) حقوقي عروبي مصري ومفكر قومي غزير التأليف.
ولد سيف الدولة في قرية الهمامية بمركز البداري بمحافظة أسيوط في مصر. أكمل تعليمه الأساسي في قريته ثم انتقل إلى القاهرة ليكمل فيها تعليمه الجامعي، فحصل على ليسانس الحقوق عام 1946 م من جامعة القاهرة ثم على دبلوم الدراسات العليا في الاقتصاد السياسي عام 1951 م ودبلوم الدراسات العليا في القانون العام عام 1952 م من جامعة القاهرة، ودبلوم الدراسات العليا في القانون عام 1955 م من جامعة باريس، ثم الدكتوراة في القانون 1957م من جامعة باريس.
قبض عليه في أول أيام حكم السادات بتهمة التخطيط لإنشاء تنظيم قومي هدفه قلب أنظمة الحكم في الوطن العربي، وهو ما سمي بعد ذلك بتنظيم «عصمت سيف الدولة» فاعتقل لأول مرة في 1972 حتى 1973. اعتقل مرة أخرى في عام 1981 م.

## مؤلفاته
| 1. نظرية الدفاع الشرعي في القانون المصري المقارن 1957 رسالة بالفرنسية 2. أسس الاشتراكية العربية 1965 3. أسس الوحدة العربية 1965 4. الطريق إلى الوحدة العربية 1966 5. الطريق إلى الاشتراكية العربية 1967 6. وحدة القوى العربية التقدمية 1968 7. ما العمل؟ حول هزيمة 1967 1969 8. الطريق إلى الديموقراطية 1971 9. الوحدة ومعركة تحرير فلسطين 1971 10. نظرية الثورة العربية (سبعة أجزاء) 1972 11. النظام النيابي ومشكلة الديموقراطية 1975 12. الحركة الطلابية 1975 13. الأحزاب ومشكلة الديموقراطية في مصر 1976 14. هل كان عبد الناصر ديكتاتورا؟ 1977 15. التقدم على الطريق المسدود 1977 16. إعدام السجان 1978 17. حوار مع الشباب العربي 1978 | 1. رأسماليون وطنيون ورأسمالية خائنة 1979 2. هذه المعاهدة 1980 3. دفاع عن الشعب 1980 4. الاستبداد الديموقراطي 1980 5. دفاع عن الوطن 1980 6. هذه الدعوة للاعتراف المستحيل 1983 7. المحددات الموضوعية لدور مصر في الوطن العربي 8. عن الناصرين وإليهم 9. عن العروبة والإسلام 1986 10. دفاع عن ثورة مصر العربية 1990 11. الديموقراطية في فكر عبد الناصر 1990 12. الشباب العربي ومشكلة الانتماء 1991 13. مذكرات قرية ـ الجزء الأول 1994 14. مذكرات قرية الجزء الثاني 1995 15. حكم بالخيانة كتب في أعقاب مفاوضات فض الاشتباك مع العدو الصهيوني في أعقاب حرب1973 16. عشرات المقالات والبحوث المنشورة في الدوريات |

### أدبية
- مذكرات قرية
- مشايخ جبل البداري

## فكره
عصمت سيف الدولة تأثر بفترة التغيرات العالمية ما بعد الحرب العالمية الثانية وحركة التحرر الوطني وانتشار الأفكار القومية بعد قيام ثورة يوليو في مصر والاتجاه نحو الأفكار القومية العربية والاشتراكية. سعي نحو إيجاد الأساس الفكري النظري للقومية والاشتراكية العربية. وكان لذلك اهميته بالنسبة للفكر القومي في فترة المد الأيديولوجي الشيوعي. كتب مؤلفا في الفلسفة أسماه جدل الإنسان في مقابل جدل المادة لماركس. واعتبره بمثابة الأساس النظري ل «نظرية الثورة العربية». نشر في المؤلف أفكارا عن الحرية وتطور المجتمعات الإنسانية وقوانين تطورها واعتبر ان الإنسان محور وغاية للتطور.